# Canale di Byam Martin
Il canale di Byam Martin è una via d'acqua naturale nell'oceano Artico, nella regione di Qikiqtaaluk, Nunavut, Canada.
Separa l'isola Mackenzie King e l'isola di Melville (ad ovest) dall'isola Lougheed, l'isola Cameron, l'isola Vanier, l'isola Massey e l'isola Marc (ad est). A sud si apre nel canale di Byam, nel canale di Austin e lambisce la Baia di Weatherall.